# كتب الجوامع

كتاب رياض الصالحين، جمع فيه النووي أحاديث في الترغيب والترهيب والزهد والراقائق والآداب وغيرها. والكتاب يجمع بين دفتيه ما يقرب من ألفي حديث شريف.

الجامع هو نوع من أنواع كتب الحديث النبوي التي اعتنت بجمع عدد كبير من الأحاديث، وتنقسم كتب الجوامع إلى قسمين:
الأول: ما يضم جميع أقسام الحديث: من أحاديث العقائد، والأحكام والرقائق، والآداب والتفسير، والتاريخ والسير، والفتن والملاحم، وأحاديث المناقب والفضائل وغيرها، ومن أهمّ هذه الكتب المصنّفة في هذا الباب عند أهل السنة والجماعة:
- صحيح البخاري - المؤلف: أبو عبد الله محمد بن إسماعيل بن إبراهيم بن المغيرة بن بردزبة الجعفي البخاري. (المتوفى: 256هـ)
- صحيح مسلم - المؤلف: أبو الحسين مسلم بن الحجاج بن مسلم بن ورد بن كوشاذ القشيري العامري النيسابوري. (المتوفى: 261هـ)
- الموطأ - المؤلف: مالك بن أنس بن مالك بن أبي عامر الأصبحي المدني. (المتوفى: 179هـ)
- مسند أحمد - المؤلف: أبو عبد الله أحمد بن محمد بن حنبل بن هلال بن أسد الشيباني. (المتوفى: 241هـ)
- سنن النسائي - المؤلف: أبو عبد الرحمن أحمد بن شعيب بن علي الخراساني النسائي. (المتوفى: 303هـ)
- سنن أبو داود - المؤلف: أبو داود سليمان بن الأشعث بن إسحاق بن بشير بن شداد بن عمرو الأزدي السَِّجِسْتاني. (المتوفى: 275هـ)
- سنن الترمذي - المؤلف: أبو عيسى محمد بن عيسى بن سَوْرة بن موسى بن الضحاك الترمذي. (المتوفى: 279هـ)
- سنن ابن ماجه - المؤلف: ابن ماجة أبو عبد الله محمد بن يزيد القزويني. (المتوفى: 273هـ)
- سنن الدارمي - المؤلف: أبو محمد عبد الله بن عبد الرحمن بن الفضل بن بَهرام بن عبد الصمد الدارمي، التميمي السمرقندي. (المتوفى: 255هـ)
- صحيح ابن خزيمة - المؤلف: أبو بكر محمد بن إسحاق بن خزيمة بن المغيرة بن صالح بن بكر السلمي النيسابوري. (المتوفى: 311هـ)
- صحيح ابن حبان - المؤلف: محمد بن حبان بن أحمد بن حبان بن معاذ بن مَعْبدَ، التميمي، أبو حاتم، الدارمي، البُستي. (المتوفى: 354هـ).
- المستدرك على الصحيحين - المؤلف: أبو عبد الله الحاكم النيسابوري. (المتوفى: 405هـ).

الثاني: هي الكتب التي أراد مصنفوها جمع أكبر عدد من الأحاديث النبويَّة أو جمع أحاديث كتب مخصصة أو جمع الأحاديث المختلفة في موضوع معيّن، ومن أهم المصنفات في هذا الباب عند أهل السنة والجماعة -مرتبة حسب وفيات أصحابها-:
- كتاب الآثار - المؤلف: أبو جعفر أحمد بن محمد بن سلامة الطحاوي الأزدي المصري (المتوفى: 321هـ).
- تحفة الأخيار بترتيب شرح مشكل الآثار - المؤلف: أبو جعفر أحمد بن محمد بن سلامة الطحاوي الأزدي المصري (المتوفى: 321هـ).
- جامع المسانيد[2] - المؤلف: ابن الجوزي، أبو الفرج عبد الرحمن بن أبي الحسن علي بن محمد القرشي التيمي البكري (المتوفى: 597هـ).
- جامع الأصول في أحاديث الرسول - المؤلف: مجد الدين أبو السعادات المبارك بن محمد الجزري ابن الأثير (المتوفى: 606هـ).
- رياض الصالحين - المؤلف: أبو زكريا محيي الدين يحيى بن شرف النووي (المتوفى: 676هـ).
- مشكاة المصابيح - المؤلف: محمد بن عبد الله الخطيب التبريزي (المتوفى: 737هـ).
- الترغيب والترهيب - المؤلف: أبو محمد زكي الدين عبد العظيم بن عبد القوي بن عبد الله بن سلامة بن سعد المنذري الشامي الأصل المصري الشافعي (المتوفى: 742هـ).
- جامع المسانيد والسنن الهادي لأقوم سنن - المؤلف: أبو الفداء إسماعيل بن عمر بن كثير القرشي الدمشقي (المتوفى: 774هـ).
- جامع الأحاديث[3] - المؤلف: عبد الرحمن بن أبو بكر، جلال الدين السيوطي (المتوفى: 911هـ).
- جمع الجوامع في الحديث - المؤلف: عبد الرحمن بن أبو بكر، جلال الدين السيوطي (المتوفى: 911هـ).
- كنز العمال في سنن الأقوال والأفعال - المؤلف: علاء الدين علي بن حسام الدين المتقي الهندي البرهان فوري (المتوفى: 975هـ).
- الجامع الأزهر في حديث النبي الأنور - المؤلف: محمد عبد الرؤوف بن تاج العارفين ابن علي بن زين العابدين الحدادي المناوي (المتوفى: 1031هـ).
- جمع الفوائد من جامع الأصول ومجمع الزوائد[4] - المؤلف: محمد بن سليمان المغربي (المتوفى: 1094هـ).
- اللؤلؤ والمرجان فيما اتفق عليه الشيخان - المؤلف: محمد فؤاد بن عبد الباقي بن صالح بن محمد (المتوفى: 1388هـ).
- المسند الجامع - المؤلف: أبو المعاطي النوري (المتوفى: 1401هـ).
- سلسلة الأحاديث الصحيحة (السلسلة الصحيحة) - المؤلف: محمد ناصر الدين الألباني (المتوفى: 1420هـ).
- سلسلة الأحاديث الضعيفة (السلسلة الضعيفة) - المؤلف: محمد ناصر الدين الألباني (المتوفى: 1420هـ).
- الجامع الكامل في الحديث الصحيح الشامل - المؤلف: أبو محمد الأعظمي (المتوفى: 1441هـ).[5][6]
- الجامع الصحيح للسنن والمسانيد - المؤلف: صهيب عبد الجبار (معاصر).
- الكامل في السنن - المؤلف: أبو فِهر الحسيني (معاصر)، أول كتاب جمع السنة النبوية كلها مع الحكم على جميع الأحاديث، وفيه 60 ألف حديث.
- الجامع لما صح في السنن والمسانيد والجوامع - المؤلف: لحسن سليماني (معاصر).